# Joe Slovo
Joe Slovo (Obeliai, 23 de mayo de 1926 - Johannesburgo, 6 de enero de 1995) fue un abogado y político sudafricano de origen judío lituano. Gran combatiente contra el Apartheid a pesar de ser "blanco", fue dirigente del Partido Comunista de Sudáfrica (SACP) y dirigente por muchos años del Congreso Nacional Africano (ANC).

## Biografía
Nació en el seno de una familia judía de Lituania que emigró a Sudáfrica cuando él tenía 8 años. Su nombre completo era Yossel Mashel Slovo. Su padre trabajó como conductor de camiones en Johannesburgo.
Slovo abandonó el colegio en 1941, entrando a trabajar como oficinista. Se enroló en la Unión Nacional de Trabajadores Dependientes, y como tal estuvo involucrado en la realización de una huelga. Se unió al Partido Comunista Sudafricano en 1942. Inspirado en las batallas del Ejército Rojo contra los nazis en el Frente Oriental durante la Segunda Guerra Mundial, Slovo se presentó como combatiente voluntario en la Legión Springbok - cuerpo militar sudafricano que combatió junto a los Aliados.
Entre 1946 y 1950 estudió Derecho en la Universidad de Wits, tiempo que compaginó con el activismo político. En 1949 se casó con Ruth First, hija del tesorero del SACP, matrimonio del que nacieron tres hijos.
Tanto First como Slovo estaban tachados como comunistas por la Ley para la supresión del comunismo de 1954, por lo que no podían asistir a actos públicos en ningún lugar de Sudáfrica. Joe Slovo se convirtió en delegado del Congreso Nacional Africano (ANC) en junio de 1955 en el llamado “Congreso del Pueblo”, organizado por su partido junto a organizaciones blancas, indias y "coloradas". Éste se realizó en la ciudad de Kliptown (cerca de Johannesburgo), en la cual se redactó la llamada “Carta de Libertad”. Arrestado por dos meses durante el llamado “Juicio de la traición” en 1956, fue puesto en libertad una vez que el fiscal abandonó la acusación. Después de la masacre de Sharpeville en 1960, fue arrestado bajo los poderes del estado de emergencia que decretó el gobierno racista blanco de Sudáfrica.
En 1961 Slovo se convirtió en uno de los líderes de la organización político-militar conocida como "Umkhonto we Sizwe" (Lanza de la Nación), teniendo que partir al exilio dos años después. Se refugió en el Reino Unido, Angola, Mozambique y Zambia, país desde el cual fue elegido Secretario General del SACP en 1984.
En 1982 su esposa fue asesinada por agentes del apartheid. En 1989, Slovo escribió un libro llamado Has Socialism failed? (¿Ha fallado el socialismo?), en el cual ataca las debilidades del comunismo en tono autocrítico.
Al regresar a Sudáfrica en 1990 participó en las conversaciones entre el Gobierno racista sudafricano y el ANC. Por decisión propia, Slovo renunció a la secretaría general del SACP en 1991, siendo sucedido por Chris Hani, quien fue asesinado en 1993. Tras las primeras elecciones democráticas de 1994, que llevaron a la presidencia a Nelson Mandela, Joe Slovo fue designado por su SACP como miembro del gabinete, pasando a dirigir el Ministerio de Vivienda.
Murió de cáncer en el ejercicio de su cargo en 1995.